# Туллин, Христиан
Христиан Браунманн Туллин (англ. Christian Braunmann Tullin; 6 сентября 1728 года — 21 января 1765 года) — норвежский поэт и коммерсант, одна из наиболее заметных фигур норвежской литературы нового времени. Туллин считается одним из первых в Норвегии профессиональных поэтов, хотя он никогда не оставлял государственной службы.

## Биография
Христиан Туллин родился в Христиании (ныне Осло) в 1728 году. С детства много читал, а в юности один из учителей Туллина обратил его внимание на английскую литературу, которая оказала на будущего поэта заметное влияние. С 1745 года он обучался философии, рисованию, музыке, а также немецкому и французскому языкам. В 1748 году сдал экзамен по богословию. После учёбы обосновался в Христиании. Готовился принять сан и хотел посвятить себя богослужению. Но вместо этого стал изучать право, занялся коммерцией: некоторое время управлял небольшой фабрикой, которая занималась изготовлением пудры. В 1759 году стал заместителем таможенного инспектора города. С 1763 года занимал должность сити-менеджера Христиании. Он также возглавлял Таможенное и акцизное управление (англ. Board of Customs and Excise). Был женат на Метте Крушов (норв. Mette Kruchow), которая родила ему нескольких детей, в том числе Клауса Туллина (1764—1830), известного норвежского предпринимателя. Современники считали Туллина одним из наиболее талантливых представителей датско-норвежской поэзии.

## Творчество
Сборник его произведений «Samtlige Skrifter» вышел трёхтомником в 1773 году. Он обладал необыкновенным даром импровизации, его стихи были весьма музыкальными. Самым значительным произведением Туллина считается поэма «Майский день» (1758), написанные в традициях классицизма. В 1760 году вышла его книга «Возникновении мореходства и его последствиях», в которой Туллин рассуждал на тему развития цивилизации как следствия мореходства, его влиянии на общество: появление роскоши, алчности и как результат к дегенерации личности. Схожим по стилю стало его произведение 1763 года «Непревзойденность творения с точки зрения порядка и взаимосвязи творческих сил вселенной», в которой поэт размышлял о смысле и красоте мироздания. Здесь им была поднята тема Бога-творца, он искал ответ на извечный вопрос: каково место человека в мироздании. Эта тема была позднее подхвачена Генриком Вергеланном в его «Творение, Человек, Мессия».
Сборник «Skabningens Ypperlighed» — опус магнум Туллина. Сборник вышел в 1764 году, когда Туллин находился по делам в Копенгагене вместе с другом Джеймсом Коллетом (норв. James Collett), и был принят весьма благосклонно.
Туллин жил и умер в Копенгагене и, несмотря на внушительный вклад в норвежскую поэзию, он также считался видным датским поэтом.